# The Make-Believe Wife
The Make-Believe Wife er en amerikansk stumfilm fra 1918 af John S. Robertson.

## Medvirkende
- Billie Burke - Phyllis Ashbrook
- Alfred Hickman - Roger Mason
- Ida Darling - Ashbrook
- David Powell - John Manning
- Wray Page - Anita Webb